# 索纳穆拉
索纳穆拉（Sonamura），是印度特里普拉邦West Tripura县的一个城镇。总人口9997（2001年）。

## 人口
该地2001年总人口9997人，其中男性5141人，女性4856人；0—6岁人口1141人，其中男586人，女555人；识字率72.74%，其中男性为77.32%，女性为67.90%。